# Lista de unidades federativas do Brasil por PIB (1960)
Abaixo segue a lista das unidades federativas do Brasil por produto interno bruto (PIB) no ano de 1960, calculado a preços constantes (ano-base 2010).

## Lista de unidades federativas do Brasil por PIB - 1960
| Posição | Posição          | Unidade federativa  | PIB 1960 em R$ de 2010 (mil) |
| Em 1960 | Comparada a 1950 | Unidade federativa  | PIB 1960 em R$ de 2010 (mil) |
| ------- | ---------------- | ------------------- | ---------------------------- |
| 1       | (0)              | São Paulo           | 149.506.099                  |
| 2       | (0)              | Rio de Janeiro      | 77.840.626                   |
| 3       | (0)              | Minas Gerais        | 41.725.890                   |
| 4       | (0)              | Rio Grande do Sul   | 31.857.347                   |
| 5       | (0)              | Paraná              | 21.360.861                   |
| 6       | (1)              | Santa Catarina      | 12.064.657                   |
| 7       | (1)              | Pernambuco          | 11.221.678                   |
| 8       | (0)              | Bahia               | 9.672.714                    |
| 9       | (0)              | Ceará               | 7.403.989                    |
| 10      | (2)              | Goiás               | 6.842.896                    |
| 11      | (1)              | Paraíba             | 6.265.592                    |
| 12      | (1)              | Pará                | 6.084.684                    |
| 13      | (1)              | Maranhão            | 5.663.311                    |
| 14      | (3)              | Espírito Santo      | 4.587.370                    |
| 15      | (2)              | Mato Grosso         | 3.636.816                    |
| 16      | (1)              | Alagoas             | 2.772.035                    |
| 17      | (1)              | Rio Grande do Norte | 2.400.373                    |
| 18      | (0)              | Piauí               | 2.077.937                    |
| 19      | (0)              | Amazonas            | 1.597.578                    |
| 20      | (0)              | Sergipe             | 1.290.181                    |
| 21      | —                | Distrito Federal    | 50.403                       |